# بني مرح (صنعاء)

تعديل مصدري - تعديل

بني مرح هي إحدى قرى الجمهورية اليمنية. تتبع جغرافيا لمحافظة صنعاء و إداريًا لمديرية مناخة. يبلغ تعداد سكانها 1190 نسمة حسب الإحصاء الذي أجري عام 2004.